# Cá chuồn Đại Tây Dương
Cá chuồn Đại Tây Dương (tên khoa học Cheilopogon melanurus) là một loài cá chuồn trong họ Exocoetidae. Nó được miêu tả lần đầu tiên bởi nhà động vật học người Pháp, Achille Valenciennes trong một tác phẩm 22 tập có tựa Histoire Naturelle des poissons (Lịch sử tự nhiên của cá), đây là một sự hợp tác với nhà động vật học Georges Cuvier.
Giống như nhiều loài cá chuồn khác, cá chuồn Đại Tây Dương có một cơ thể hình trụ, và đuôi và vây ngực lớn mà nó sử dụng khi bay. Để bay, cá chuồn Đại Tây Dương nhảy ra khỏi nước, sử dụng vây ngực để đón luồng không khí và cung cấp lực nâng, và đập đuôi qua lại để cung cấp lực đẩy. Cá thể dài nhất từng được ghi nhận là dài 32 cm, nhưng hầu hết các con trưởng thành đều có chiều dài khoảng 25 cm.